# Dwór w Wielkiej Wsi
Dwór w Wielkiej Wsi – murowany, zabytkowy dwór w Wielkiej Wsi, pochodzący z końca XVII wieku, którego właścicielem był ród Stadnickich.

## Historia
Dawny dwór szlachecki, prawdopodobnie z końca XVII wieku został przebudowany w XVIII wieku w duchu modnej magnackiej rezydencji (m.in. mansardowy dach, kolumnada na podjeździe i inne detale dziś już nieistniejące). Murowany, parterowy, zwrócony frontem ku wschodowi. Założony na planie prostokąta, dwutraktowy z przybudowanymi od czoła alkierzami, rozdzielony czterofilarowym portykiem z kolumnami i z nadbudowaną facjatką z elewacją w formie szczytu attykowego, po bokach lukarny w mansardowym czterospadowym dachu. Kiedyś od południa funkcjonowała domowa kaplica i oranżeria pełniąca funkcję szklarni.
Wiele wskazuje na to, że w miejscu murowanego dworu mógł znajdować się niegdyś obszerny drewniany dwór należący do Jana Wielowieyskiego, odnotowanego przez Jana Długosza jako właściciel Wielkiej Wsi. Na początku XVIII wieku tutejszy majątek przeszedł w ręce Piotra Stadnickiego. Zapewne na jego zlecenie wzniesiono dwór i założono park krajobrazowy. Od tego czasu ziemia dziedziczona była już w ramach rodziny Stadnickich, a jej największy rozkwit przypadł na czas, kiedy rządy zaczął sprawować tu Jan Stadnicki (1841–1919). Za jego czasów dwór przeszedł remont i renowację pod okiem znanego wówczas artysty krakowskiego, Tadeusza Stryjeńskiego.
Przed I wojną światową w dworze znajdowała się cenna biblioteka, empirowe meble oraz obrazy znanych artystów m.in. Wojciecha Kossaka. W 1933 r. posiadłość przejęła Joanna, córka Bogumiły i Jana Stadnickich. W czasie II wojny światowej majątek miał przymusowego zarządcę, a w 1945 roku od momentu wydania Dekretu o Upaństwowieniu Wiejskiej Własności Ziemskiej cały majątek przeszedł na własność Skarbu Państwa, a rodzinie nakazano opuszczenie dworu.
Budynek użytkowany był przez Gminną Szkołę Rolniczą w Wojniczu, natomiast zabudowania gospodarcze przez Spółdzielnię Produkcyjną. W 1948 roku zespół dworsko-parkowy przeszedł w ręce Gminnej Spółdzielni „Samopomoc Chłopska” w Wojniczu, gdzie służył za pomieszczenia biurowe, przedszkole oraz świetlicę Związku Młodzieży Polskiej. W latach 1959–1964 rozebrano kaplicę i oranżerię z 1894 roku, zaś Wydział Rolnictwa i Leśnictwa w Brzesku postawił wniosek o skreślenie obiektu z listy zabytków, na której figurował od 1947 roku. W latach 1966–1970 dworek znajdował się w posiadaniu krakowskich Zakładów Remontowych Maszyn Budowlanych „ZREMB”, zaś w latach 70. pełnił funkcję ośrodka dydaktyczno-wczasowego „Almaturu” pod kierownictwem Rady Okręgowej SZSP z Krakowa. W 1977 budynek przeszedł w ręce Państwowej Wyższej Szkoły Muzycznej, a w latach 1978–1982 był własnością krakowskiego Przedsiębiorstwa Produkcji Pomocniczej „Budostal VI” aż do oddania go znowu na własność Skarbu Państwa.
Od całkowitej ruiny uratowała go w 1982 roku kuria w Tarnowie. Ponieważ obok dawnego parku powstał nowy kościół, kuria postanowiła kupić zdewastowany dwór. Po trwającym blisko dwa lata gruntownym remoncie dworek pełnił funkcję prowizorycznej kaplicy na czas oddania do użytku nowego kościoła. Obecnie w budynku mieści się plebania parafii rzymskokatolickiej pw. Podwyższenia Krzyża Świętego.

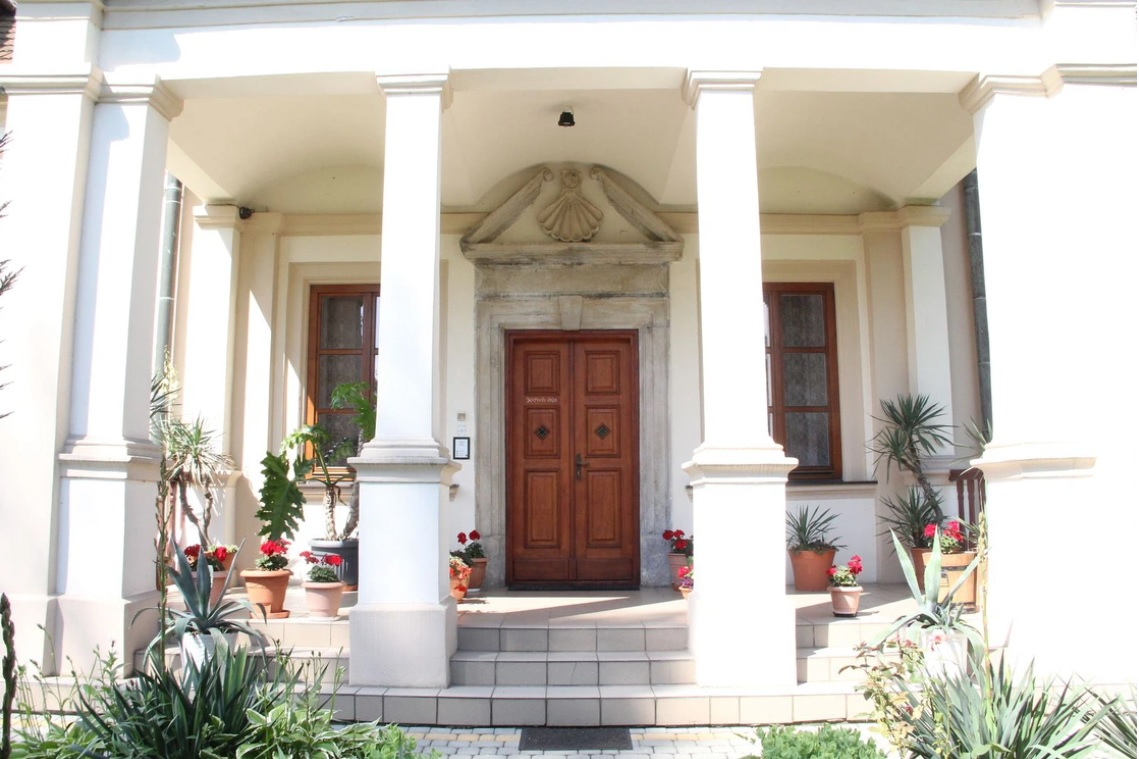
Wejście główne do dworu